# يوسف الإدلبي
يوسف الإدلبي (بالهولندية: Youssef Idilbi)‏‏ (7 مايو 1976 في دراختن - 15 مايو 2008 في أمستردام) ممثل، وممثل تلفزيوني من مملكة هولندا.

## مهنة التمثيل
ولد لأم فريزية وأب فلسطيني، وكان الإدلبي أحد الممثلين الأوائل الهولنديين من أصل أجنبي. جاء كمثلي عندما كان عمره 14 عامًا.
درس الإدلبي المسرح في خرونينغن وأمستردام.
كان أول ظهور تلفزيوني له في عام 1999، مع دور عبد الله يلدرم في مسلسل "Westenwind". لعب أدوارًا أيضًا في "Russen" في الأعوام 2001-2002، و"Onderweg naar morgen" في الأعوام 2002-2003 وأيضًا في مسلسل اللغة الفريزية الغربية " Dankert en Dankert".

## الوفاة
انتحر الإدلبي في 15 مايو 2008 ، بالقفز من على سطح المدرسة المسرحية في أمستردام.

## روابط خارجية
- يوسف الإدلبي على موقع IMDb (الإنجليزية)
- يوسف الإدلبي على موقع قاعدة بيانات الفيلم (الإنجليزية)
- يوسف الإدلبي على موقع كينوبويسك (الروسية)